# Rothia distigma
Rothia distigma är en fjärilsart som beskrevs av Paul Mabille 1897. Rothia distigma ingår i släktet Rothia och familjen nattflyn. Inga underarter finns listade.